# Uromunna schauinslandi
Uromunna schauinslandi är en kräftdjursart som först beskrevs av Georg Ossian Sars 1905.  Uromunna schauinslandi ingår i släktet Uromunna och familjen Munnidae. Inga underarter finns listade i Catalogue of Life.